# Пегу (округ)

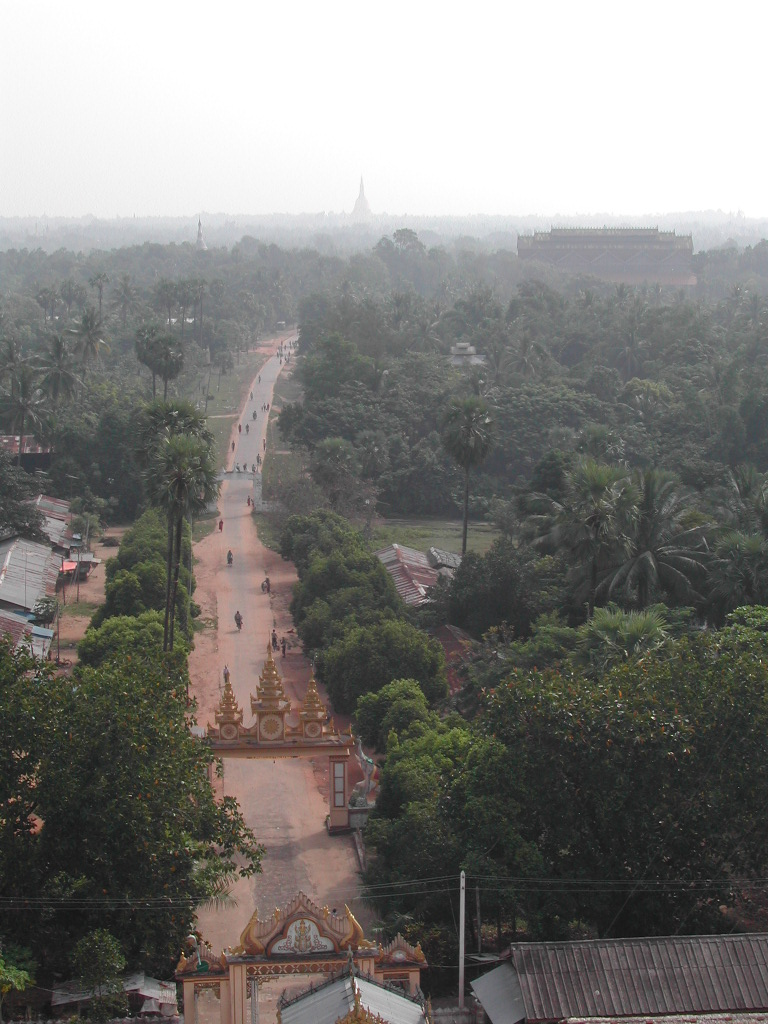
Вид на город Пегу от пагоды Махазеди Пайя

Округ Пегу — административный округ Бирмы, расположенный на юге страны. Координаты между 46°45’с.ш. и 19°20' с.ш.; 94°35’в.д. и 97°10' в.д.. Административный центр — город Пегу (Баго). Исторически связан с государством Мон.

## История
По легендам, два монских принца из государства Татон основали город Пегу в 573. Они увидели на острове в большом озере гусыню, которая стояла на спине гуся, что было признано благоприятным предзнаменованием. Следуя знамению, они основали город, который был назван Хантхавади (пали: Хамсавади). Ранее город стоял на море и был морским портом.
Самое раннее упоминание — в сочинениях арабского географа Ибн-Худадбина около 850 года. В это время столица монов переместилась в Татон. Эта область была занята бирманцами из Пагана в 1056. После монгольского нашествия и разгрома Пагана в 1287 царство Мон снова обрело независимость.
C 1369 по 1539 Хантхавади был столицей монского царства Раманадеса, занимавшего всю Нижнюю Бирму. Область в 1539 была завоёвана царём Табиншветхи государства Таунгу.
В царстве Таунгу Пегу стал столицей в 1539—1599, а потом снова в1613-1634, через Пегу проводились вторжения в Сиам. Европейцы нередко посещали порт Пегу, и в европейских источниках отмечают мощь и величие города. В 1634 столицей стал город Ава. В 1740 моны восстали. До 1757 они удерживали независимость, но царь Алаунгпая разгромил монов и полностью разрушил город.
Царь Бодопая (1782—1819) отстроил город заново, но река изменила течение, и город оказался отрезанным от моря, потеряв свою торговую значимость.
В 1852 англичане аннексировали Пегу (См. Вторая англо-бирманская война). В 1862 была образована провинция Британская Бирма со столицей в Рангуне.

## Демография
Округ населяют бирманцы, карены, моны, шаны, пао, араканцы и чины, всего 5 678 069 человек (2012). Плотность населения — 144,10 чел./км². Большинство — буддисты, говорят на бирманском языке.

## Административное деление

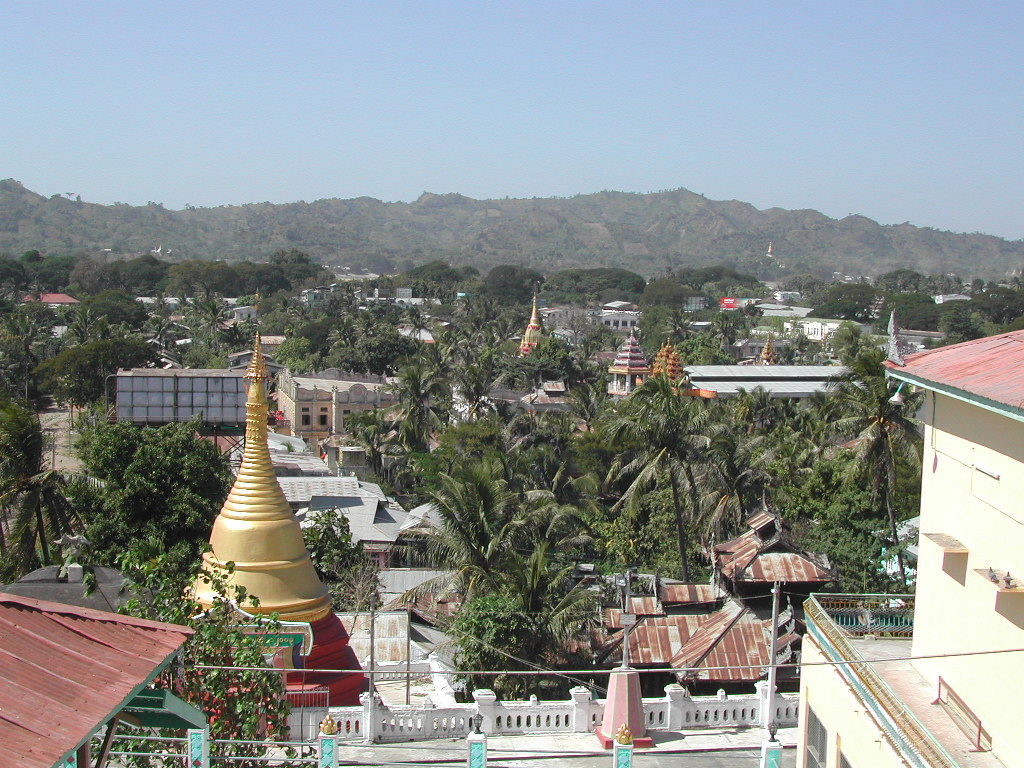
Вид на город Пьи от пагоды Швесандо Пайя

Округ разделён на четыре района Пегу, Пьяй, Тхайявади и Таунгу. Пегу — административный центр, четвёртый по величине город Бирмы. Другие большие города — Таунгу, Пьи и Ньяунлебин.

## Экономика
Основой экономики является производство древесины, в первую очередь тикового дерева. В округе найдена нефть. Две трети посевных площадей занимает рис. 